# Кардиналь, Пьер
Пьер Кардиналь (фр. Pierre Cardinal; 8 июня 1924, Алжир — 16 мая 1998, Сен-Мартен-о-Бюно, Франция) — французский писатель, режиссёр, сценарист и продюсер кино- и телефильмов и телепередач.

## Биография
Родился в столице Алжира в семье крупного промышленника. Во время войны, под влиянием фигуры генерала де Голля, порвал с семьёй, поддерживающей правительство Виши, и ушёл воевать добровольцем. Участвовал в высадке в Провансе в отряде маршала де Латра де Тассиньи.
После войны вернулся в Алжир, чтобы завершить обучение в школе. Затем окончил Институт высших кинематографических наук (IdHEC) в Париже, где преподавал в 50-х гг. режиссёрское мастерство. Кинематографическую карьеру начал в 1949 г., ассистентом режиссёра.
В 1956 г. Кардиналь попадает на телевидение, где вначале является режиссёром-постановщиком телепередач. Затем он полностью посвящает себя созданию телефильмов, среди которых множество экранизаций литературных произведений, в том числе и воспоминаний генерала де Голля. Пьер Кардиналь является режиссёром, снявшим первый французский цветной телефильм «Дело» (фр. Oeuvre) в 1966 г.
Кардиналь является также автором двух романов «Каэна» (1975 г.) и «Альдемиона» (1981 г.). Его младшая сестра Мари Кардиналь также является известной писательницей.

### Награды
- Кавалер Ордена Почётного Легиона.
- Лауреат премии им. Альбера Оливье (1971 и 1972).
- Лауреат премии Золотая семёрка (фр. 7 d’or) (1978).
- Лауреат премии Фонда Франции (фр. Fondation de France) (1978 и 1984).

## Фильмография

### Ассистент режиссёра
- 1949: Брачная ночь (фр. Une nuit de noces)

### Режиссёр
- 1951: В сердце Казбы (фр. Au cœur de la Casbah)
- 1955: Причуда одного дня (фр. Fantaisie d’un jour)

### Сценарист
- 1951: В сердце Казбы (фр. Au cœur de la Casbah)

### Продюсер
- 1951: В сердце Казбы (фр. Au cœur de la Casbah)
- 1955: Причуда одного дня (фр. Fantaisie d’un jour)

### Телефильмы
- 1960: Красное и чёрное (фр. Le rouge et le noir)
- 1961: Белый лось (фр. L’élan blanc) — телесериал
- 1961: Кандид (фр. Candide)
- 1962: Жак Фаталист и его хозяин (фр. Jacques le Fataliste et son Maitre)
- 1963: Письма португальской монахини (фр. Les lettres de la religieuse portugaise)
- 1963: Дорога (фр. La route)- телесериал
- 1964: Красивые глаза Агаты (фр. Les beaux yeux d’Agatha)- телесериал
- 1965: Судьбы (фр. Destins)
- 1965: Великий страх в горах (фр. La grande peur dans la montagne) — (автор сценария)
- 1966: Красота на земле (фр. La beauté sur terre)
- 1966: Дело (фр. L’оeuvre)
- 1967: Бонифас (фр. La Bonifas)
- 1968: Итальянская кампания (фр. La Campagne d’Italie)
- 1969: Пустыня любви (фр. Le Désert de l’Amour)
- 1969: Леса (фр. L’Echafaudage)
- 1969: Рай и ад (фр. Le Ciel et l’Enfer)
- 1970: Змея в кулаке (фр. Vipère au poing)
- 1970: Под солнцем Сатаны (фр. Sous le soleil de Satan)
- 1971: Зильберман (фр. Silbermann)
- 1971: Рвы Венсенна (фр. Les Fossés de Vincennes)
- 1971: Дьявольская лужа (фр. La Mare au diable)
- 1972: Дама с камелиями (фр. La Dame aux camélias)
- 1972: Воспоминания о войне (фр. Les mémoires de guerre генерала де Голля)
- 1973: Госпожа Бовари (фр. Madame Bovary)
- 1974: Сен-Жюст и сила обстоятельств (фр. Saint-Just et la force des choses)
- 1976: Жизнь Марианны (фр. La Vie de Marianne) — телесериал
- 1978: 68 в мире (фр. 68 dans le monde)
- 1978: Дубы, что рубят (фр. Les сhênes qu’on abat)
- 1978: Кардинал Мазарини (фр. Le Cardinal Mazarin) — телесериал
- 1979: Моря Эль-Кебир (фр. Mers El-Kebir)
- 1980: Жизнь Пьера де Кубертена (фр. La vie de Pierre de Coubertin)
- 1980: В поисках Дамы с камелиями (фр. À la recherche de la Dame aux camélias)
- 1983: Милый друг (фр. Bel-Ami) — телесериал
- 1984: Диалоги кармелиток (фр. Dialogues des carmélites)
- 1989: Федра (фр. Phèdre)

### Сценарист
- 1960: Красное и чёрное (фр. Le rouge et le noir)
- 1961: Кандид (фр. Candide)
- 1965: Великий страх в горах (фр. La grande peur dans la montagne) — (автор сценария)
- 1966: Дело (фр. L’оeuvre)
- 1970: Под солнцем Сатаны (фр. Sous le soleil de Satan)
- 1972: Дама с камелиями (фр. La Dame aux camélias)

### Телепередачи
- Крупный план (фр. Gros plan)
- Крупный выигрыш (фр. Gros lot)